# 千歳 (空母)
千歳（ちとせ）は、大日本帝国海軍の水上機母艦、航空母艦。千歳型水上機母艦の一番艦として建造され、1943年（昭和18年）に航空母艦に改造され、瑞鳳型航空母艦に加わった。

## 特徴

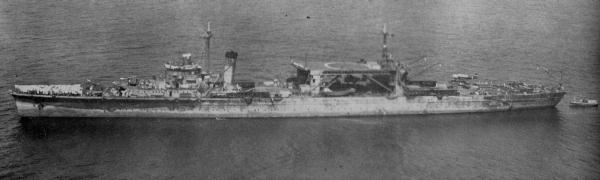

1942年5月の写真には舷外電路の装備があり、機銃甲板には味方識別用の日の丸が大きく描かれている。
マストは同型艦の「千代田」が3脚トラス構造なのに対し、「千歳」は日本空母で一般的な下部4脚ラティス、上部単檣構造となっている。
最終時の兵装に関しては12.7cm高角砲は連装4基、25mm3連装機銃は10基のまま、単装機銃はあ号作戦後には25mm単装機銃30挺を装備した。戦闘詳報では、あ号作戦時に搭載した移動式の単装機銃は戦訓により装備せず、固定式は基数不明ながら「現在ノ単装機銃ハアラユル空所ニ無統制ニ備ヘツケアルヲ以テ」との記述がある。また7.7mm機銃の装備も確認される。
戦闘詳報から最終時に28連装噴進砲6基の装備も確認できる。装備位置は右舷が無線マスト2本を前方へ移動し後部無線マスト跡、3番高角砲直前に、一方左舷は2番高角砲直後、3連装機銃台との間に装備した。
電探は改造時に21号電探を装備、最終時には13号電探も装備した。

## 搭載機
水上機母艦
計画は九五式水上偵察機24機であったが、実際には1938年10月で8機を搭載、機種は九五式水上偵察機の外は、九四式水上偵察機を搭載した。
1942年5月時では零式観測機と零式水上偵察機の組み合わせで、尾翼マーキングは1941年4月から1942年7月まで「Y1」で文字色は白。
航空母艦
計画は零式戦闘機21機(うち7機を露天繋止)、九七式艦上攻撃機9機であった。
レイテ沖海戦時には戦闘機、戦闘爆撃機、艦上攻撃機を搭載、戦闘機、戦闘爆撃機は零戦、艦上攻撃機は天山だった。
尾翼マーキングは1944年春の時点で「31」(1は小文字)、マリアナ沖海戦からは航空隊名の「653」を使用、レイテ沖海戦時には垂直尾翼上端に「4」も記入された。文字色はいずれも白。

## 艦歴
1934年、②計画で建造が決定。11月26日、呉海軍工廠にて起工された。1938年7月25日、竣工。佐世保鎮守府籍。元々は甲標的母艦として計画されたが、秘匿のため水上機母艦として竣工した。この時は空母改造を考慮する要求があったが、後日考慮するとして詳細な検討はされていない。竣工後は水上機母艦として中国大陸に進出した。同型艦の「千代田」は、計画通り、1939年から甲標的母艦に改装されたものの、「千歳」は改装されなかった。
1939年11月15日、第四艦隊第一七戦隊に復帰、編入された。1940年5月17日、佐世保を出港しパラオ、トラック島方面に行動。11月15日、第一艦隊第七航空艦隊に編入。1941年1月、海南島方面で行動した。「千歳」は甲標的母艦への改装がされないまま、4月10日に連合艦隊第一一航空戦隊に編入。4月と9月に佐世保海軍工廠に入渠し、開戦準備を整えた。11月24日、呉を出港。寺島水道を経て12月2日にパラオに入港。同年12月8日、真珠湾攻撃により太平洋戦争勃発。「千歳」はパラオを出港し、レガスピー攻略作戦の支援にあたる。パラオに一度帰港した後、12月18日にパラオを出港し、ダバオ攻略作戦の支援にあたる。12月22日、ホロ攻略作戦の支援とフィリピン攻略作戦に加わる。1942年3月から4月には西部ニューギニア戡定作戦に参加。1942年6月、ミッドウェー攻略作戦に参加するため第十一航空戦隊所属として進出するが、ミッドウェー海戦の敗北を受け中止になった。
ミッドウェー海戦の空母喪失により、「千歳」の空母改造が決定し改装作業が行われた。
1943年1月26日、佐世保海軍工廠にて空母への改造工事を開始。8月1日に完成した。

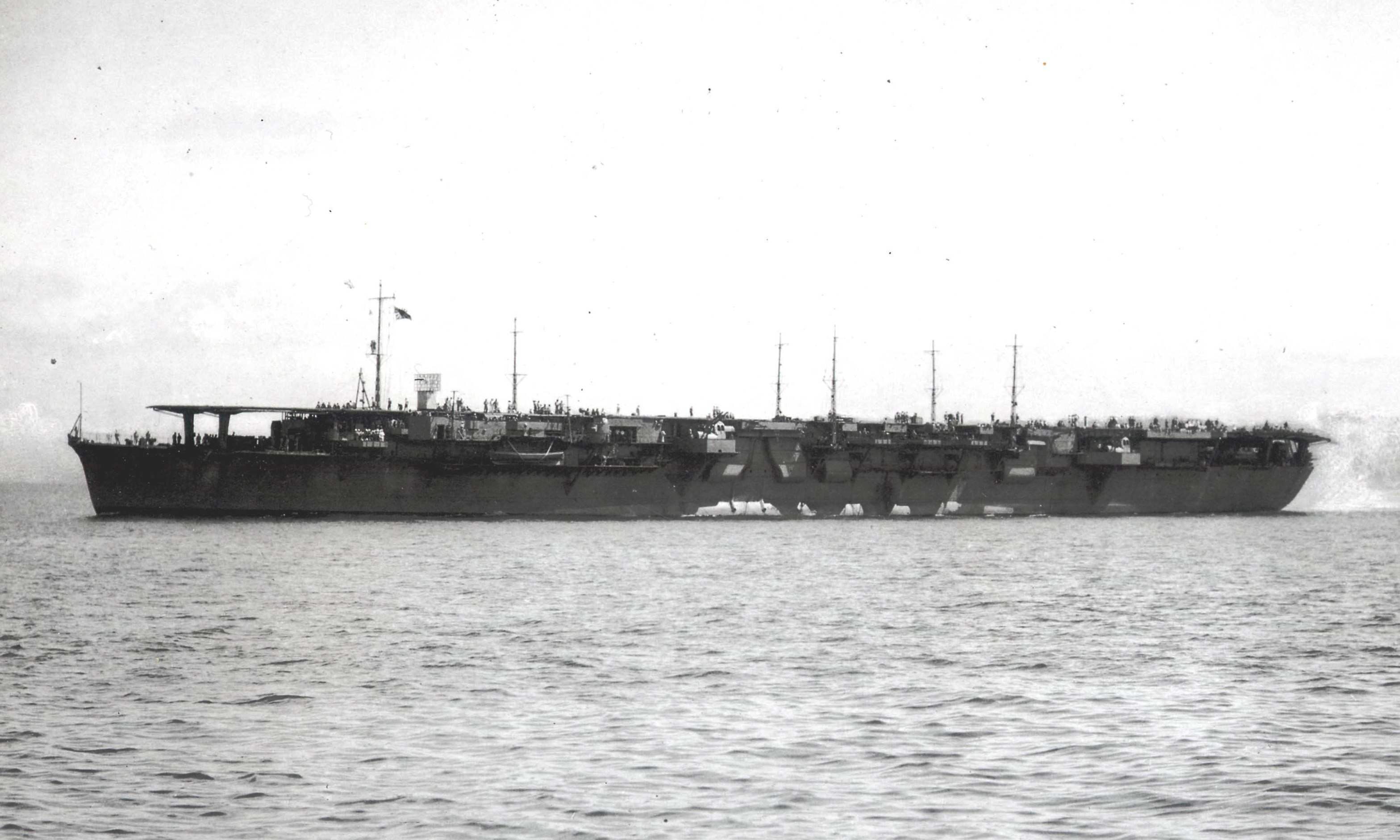
昭和18（1943）年8月31日、佐世保港外での公試時に撮影されたとされる「千歳」型航空母艦1番艦・千歳。

1943年12月15日、内令第2708号で艦艇類別等級表が改正され、「軍艦、航空母艦瑞鳳型ノ項中「龍鳳」ノ下ニ「、千歳、千代田」ヲ、同大鷹型ノ項中「冲鷹」ノ下二「、神鷹」を加フ 同水上機母艦ノ部中「、千歳、千代田」ヲ削ル 駆逐艦、一等初雪型ノ項中「、夕霧」ヲ削ル」と発令され、「千歳」、「千代田」は瑞鳳型航空母艦に加わった。
1944年（昭和19年）6月、「千歳」は「千代田」とともにマリアナ沖海戦に参加した。
10月25日、レイテ沖海戦参加。「千歳」は姉妹艦の「千代田」と共に米空母艦載機の攻撃を受けて撃沈された。

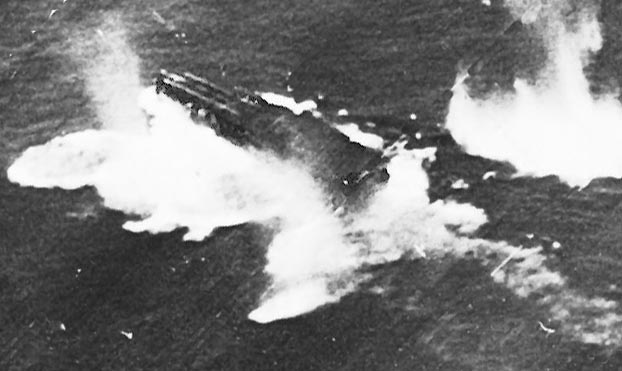
昭和19年10月25日朝、エンガノ岬沖で米艦載機の攻撃を受ける「千歳」。激しく対空砲火を撃ち上げ、懸命に回避を図る。しかし、早々に第一次攻撃で、直撃弾6発と至近弾多数を受け、撃沈されてしまった。

「千歳」はエンガノ岬沖海戦で10月25日午前8時35分に急降下爆撃により水線下に直撃弾が命中するとともに数発の至近弾を受けた。「千歳」の第2および第4缶室は急速に浸水し、舵も故障した。傾斜は27度に達したが迅速な復旧作業によって15度にまで修正された。しかし、その後も浸水が拡大し、8時55分には右舷機械室にも浸水をきたし傾斜も20度となった。速度も14ノットに低下し9時25分には機関停止に至り、「千歳」は漂流を始めた。傾斜も30度に達した。9時37分に右舷に転覆し、岸良幸艦長以下903名の乗員が死亡した。その後、軽巡洋艦「五十鈴」の救助活動により300名あまりが救助された。
1944年12月20日に海軍より除籍された。

## 艦長
艤装員長
1. 池内正方 大佐：1937年3月1日 - 1938年3月10日[40]

艦長
1. 池内正方 大佐：1938年3月10日 - 1938年12月15日[41]
2. 水井静治 大佐：1938年12月15日 - 1939年11月15日[42]
3. 西田正雄 大佐：1939年11月15日 - 1940年6月3日[43]
4. 野元為輝 大佐：1940年6月3日 - 1940年10月15日[44]
5. （兼）田中頼三 大佐：1940年10月15日 - 1940年11月15日[45]
6. 山本親雄 大佐：1940年11月15日 - 1941年8月20日[46]
7. 古川保 大佐：1941年8月20日 -[47]
8. （兼）佐々木静吾 大佐：1942年11月1日 -[47]
9. （兼）荒木伝 大佐：1943年4月14日 - 1943年7月1日[48]
10. 三浦艦三 大佐：1943年8月4日 -[47]
11. 岸良幸 大佐：1944年4月7日 - 10月25日戦死[47]

## 同型艦
千歳型水上機母艦
- 千代田

瑞鳳型航空母艦
- 瑞鳳
- 龍鳳
- 千代田

## 年表
- 1934年（昭和9年）11月26日 - 呉海軍工廠にて起工。
- 1936年（昭和11年）11月29日 - 進水。
- 1938年（昭和13年）7月25日 - 竣工。
- 1942年（昭和17年）6月 - ミッドウェー攻略作戦に参加するため、第十一航空戦隊として進出。
  - 8月 ソロモン方面へ進出、第二次ソロモン海戦に参加。
- 1943年（昭和18年）1月26日 - 佐世保海軍工廠にて空母への改造工事開始。
  - 8月1日 - 改造完成。
  - 12月15日 - 航空母艦に類別変更。
- 1944年（昭和19年）6月19日-20日 - マリアナ沖海戦に第三航空戦隊として参加。
  - 10月25日 - レイテ沖海戦に参加、航空攻撃を受け戦没。
  - 12月20日 - 除籍。